# Сауле (міфологія)
Сауле (лит. Saulė, латис. Saule, прусськ. Saule) — богиня Сонця в балтійській міфології. Іменник Саулі литовською та латиською мовами також означає Сонце, та походить от прото-балтійського *Sauliā.
Вважається подібною з ведийським богом Сур'єю.

## Уявлення
Сауле має одночасно образ матері і молодої дівчини.
Сауле є одним з найпотужніших божеств, богиня життя і родючості, тепла і здоров'я, вона посилає родючість ріллю, допомагає стражденним, карає грішників. Вона покровителька нещасних, особливо  сиріт. Литовські і латвійські слова, що означають «світ» ( pasaulis  і  pasaule ) переводяться як «[місце] під сонцем».
Як і у Дієваса, у неї теж є маєток на Небесній горі. Іноді Дієвс і Сауле вступають в боротьбу між собою, і поєдинок триває три дні.
Головне свято на її честь відзначається в  день літнього сонцестояння, Ліго.
Згідно литовському фольклору, Сауле кожного ранку піднімається над величезною срібною горою. Вона їде в колісниці, яка запряжена вогняними кіньми, що ніколи не втомлюються і не відпочивають. Увечері Саулі купає коней в море і спускається в яблуневий сад, щоб вранці знову піднятися на небі. Існують також згадки про те, що Сауле плаває по морю в срібнім човні.
Сауле згадується в одному з найбільш ранніх письмових джерел по литовської міфології, хроніці  Івана Малала (1261).

## Родина
Сонце (Сауле) і Місяць (латис. Mėnuo, латис. Mēness) були чоловіком і дружиною. Місяць закохався в ранкову зірку Аустру. За його зраду бог грому Перкунас покарав Місяць. Є різні версії покарання. Одна з версій свідчить, що Місяць був розрізаний на дві частини, але не навчився на своїх помилках і, таким чином, покарання повторюється кожен місяць. Інша версія стверджує, що Місяць і Сонце розлучилися, але обидва хотіли бачити їх доньку  Жеміну (Земля). Ось чому Сонце світить протягом дня, в той час як Місяць відвідує з'являється вночі. Третя версія стверджує, що обличчя Місяця було спотворене або верховним богом Дієвасом або Сауле.
В інших міфах Аустра зображується у вигляді дочки і слуги Сауле. Аустра запалює вогонь для Сауле і готує її до шляху по небу на наступний день. Вакаріня (вечірня зірка) робить ліжко для Сауле у вечірній час. У литовській міфології Саулі була матір'ю інших планет: Індрая (Юпітер), Селія (Сатурн), Жіездре (Марс), Вайвора ( Меркурій).